# Не всё то золото
«Не всё то золото» (англ. All That Glitters) — 72-я серия американского мультсериала «Губка Боб Квадратные Штаны». Данный эпизод был создан в 2005 году и показан 2 июня 2006 года на телеканале «Nickelodeon» в США, а в России — 28 ноября 2006 года.

## Сюжет
Один из посетителей решил заказать монстр-крабсбургер. Все испугались, когда услышали про монстр-крабсбургер, который никто давно не готовил. На плиту Губке Бобу наваливают кучу мяса, и тот решает перевернуть огромную котлету, но его лопатка ломается на две половинки. Из-за сломанной лопатки Губка Боб начинает безостановочно плакать, показывая всем свою сломанную лопатку. Потом он отвозит её на ремонт в больницу, ведь Спэт была не только инструментом Губки Боба, но и его верным спутником по жизни с того дня, как он пошёл работать в «Красти Краб». В больнице доктор сказал Бобу, что надо немного подождать, чтобы лопатка стала исправленной. Губка Боб идёт домой и случайно натыкается на новую и многофункциональную лопатку «Лё Патте». Губка Боб думает, что ему не нужна такая роскошная лопатка, но потом решает её купить. Продавец сказал, что из большого количества копилок денег на роскошную лопатку всё равно не хватит, поэтому Губка Боб решает продать всё, включая одежду.
На следующий день Губка Боб приходит на работу голым. Сквидвард смеётся над ним, а мистер Крабс делает ему замечание. В ответ Губка Боб решает им показать свою новую лопатку. Сквидвард сказал ему, что посетитель хочет крабсбургер; Губка спешит выполнить заказ, но «Лё Патте» не слушается его. Тот говорит Бобу, что он не желает прикасаться к крабсбургерам, поскольку создан для более роскошных ресторанов, а не для этой бесцеремонной забегаловки. Внезапно у лопатки вырастают ноги и она сбегает. Губка Боб хочет вернуть «Лё Патте» обратно, но лопатка ударяет его и напоследок насмехается. Губка Боб жалуется мистеру Крабсу, что его многофункциональная лопатка сбежала, и тот посоветовал пойти в госпиталь и забрать свою лопатку Спэт. Губка Боб понимает слова мистера Крабса и бежит в больницу.
Когда Боб прибегает, лопатка «окончательно сломалась» и её уже невозможно починить. Губка Боб начинает рыдать из-за потери спутницы по жизни. Доктор поправляет Губку Боба, говоря, что перед ним ничейная лопатка, а его — за стеклом. Губка Боб становится рад, видя Спэт в живых, но та отворачивается от него, ведь не надо было покупать более роскошную лопатку. Губка Боб, рыдая, делает для себя важный вывод: «Не всё то золото, что блестит». Спэт смотрит на подавленного хозяина и куда-то уезжает. Расстроенный Губка Боб ползёт в «Красти Краб», весь в слезах. Когда он зашёл на кухню, повара ждал приятный сюрприз — Спэт, готовившая бургеры и, по-видимому, простившая его. Губка Боб перестаёт плакать и мирится с лопаткой. Однако их воссоединение прерывается, когда кто-то опять заказал монстр-крабсбургер, и на плиту вновь наваливают кучу мяса. Они вдвоём пытаются вновь перевернуть огромную котлету, но на этот раз лопатка не ломается — вместо этого отламываются руки Губки Боба. Из-за данной нелепицы Губка Боб начинает смеяться.

## Роли
- Том Кенни — Губка Боб, Фред
- Билл Фагербакки — Патрик, голос в туалете
- Роджер Бампасс — Сквидвард, терапевт, посетитель
- Клэнси Браун — мистер Крабс, Вобблз
- Ди Брэдли Бейкер — доктор, злодей, Лё Патте

### Роли дублировали
- Сергей Балабанов — Губка Боб
- Юрий Маляров — Патрик, голос в туалете, Лё Патте
- Иван Агапов — Сквидвард
- Александр Хотченков — мистер Крабс, терапевт
- Юрий Меншагин — доктор, посетитель, Вобблз
- Вячеслав Баранов — Фред, злодей

## Производство
Серия «Не всё то золото» была написана Стивеном Бэнксом, Зеусом Цервасом и Эриком Визе; Эндрю Овертум взял роль анимационного режиссёра. Впервые данная серия была показана 2 июня 2006 года в США на телеканале «Nickelodeon».
Изначально в серии, согласно раскадровке, вместо разбиваний одной копилки за другой, Губка Боб должен был дать Фреду (продавцу «Лё Патте») кучу копилок, а тот выкинуть их в сторону — нехватка денег на лопатку. Также после того, как мистер Крабс послал Губку Боба в больницу за лопаткой, он плача должен был сказать «Мои деньги», а затем Сквидвард должен был у него спросить «Что случилось?», а Крабс в ответ: «Не знаю».
Серия «Не всё то золото» была выпущена на DVD-диске «Whale of a Birthday» 31 октября 2006 года в США и 2 сентября 2013 года в России. Она также вошла в состав DVD «SpongeBob SquarePants: Season 4, Vol. 2», выпущенного 10 января 2007 года, и «SpongeBob SquarePants: The First 100 Episodes», выпущенного 22 сентября 2009 года и состоящего из всех эпизодов с первого по пятый сезоны мультсериала.

## Отзывы критиков
Серия «Не всё то золото» получила в целом положительные отзывы от поклонников мультсериала и критиков. Тодд Дугласс в своём обзоре для «DVD Talk» похвалил данную серию, назвав её одной из самых смешных серий в «Губке Бобе». Он сказал: «Серия „Не всё то золото“ была бессмысленной и милой, но она является одной из тех частей, которые делают мультсериал интересным».